# Phoeniculus castaneiceps
Phoeniculus castaneiceps là một loài chim trong họ Phoeniculidae.